# Stenorrhoe longipennis
Stenorrhoe longipennis là một loài bướm đêm trong họ Geometridae.